# بیمارستان یادبود باپتیست (ممفیس)
بیمارستان یادبود باپتیست (ممفیس) (به انگلیسی: Baptist Memorial Hospital-Memphis) بیمارستانی مدیکر، خدمات درمانی در شهر ممفیس کشور ایالات متحده آمریکا است که در سال ۱۹۱۲ میلادی ساخته شده و دارای ۷۰۶ تخت است.